# 人民代表大会制度
人民代表大会制度，是中华人民共和国的「根本政治制度（政体）」。人民代表大会，簡稱人大或人代会。

## 法律依據
现行《中华人民共和国宪法》第二条定义“人民行使国家权力的机关是全国人民代表大会和地方各级人民代表大会。”。依照现代宪政架构来讲，其应当属于国家核心立法机构（制度），等同於議會。“人大”也有常设“常委会”统领全会，形式上在大会会期以外代理全会的权力。
- 全国人民代表大会和地方各级人民代表大会由选举产生，受人民监督、对人民负责；
- 国家行政机关、监察机关、审判机关、检察机关由人民代表大会产生，受其监督、对其负责；
- 全国人民代表大会是最高国家权力机关，地方各级人民代表大会是地方国家权力机关；
- 全国人民代表大会常务委员会是全国人民代表大会的常设机关，县级以上的地方各级人民代表大会设立常务委员会，人大的部分职权可由人大常委会行使；
- 各级人大常委会的组成人员不得担任国家行政机关、监察机关、审判机关和检察机关的职务。

## 内容

### 基本内容
根据《中华人民共和国宪法》，人民代表大会大会制度的基本内容包括：国家的一切权力属于人民；人民通过民主选举选出代表，组成各级人民代表大会作为国家权力机关；由人民代表大会产生国家行政机关、监察机关、审判机关、检察机关，这些国家机关依法行使各自的职权，并对人民代表大会负责，受人民代表大会监督；实行民主集中制，重大问题经人民代表大会充分讨论，遵循少数服从多数原则，民主决定。

### 人大的职权
根据《中华人民共和国宪法》，人民代表大会的职权包括立法权、决定权、任免权和监督权。
- 立法权：修改宪法；制定和修改刑事、民事、国家机构的和其他的基本法律[4]。
- 决定权：审查和批准国民经济和社会发展计划和计划执行情况的报告；审查和批准国家的预算和预算执行情况的报告；批准省、自治区和直辖市的建置；决定特别行政区的设立及其制度；决定战争和和平的问题[4]。
- 任免权：选举中华人民共和国主席、副主席；根据中华人民共和国主席的提名，决定国务院总理的人选；根据国务院总理的提名，决定国务院副总理、国务委员、各部部长、各委员会主任、审计长、秘书长的人选；选举中央军事委员会主席；根据中央军事委员会主席的提名，决定中央军事委员会其他组成人员的人选；选举国家监察委员会主任；选举最高人民法院院长；选举最高人民检察院检察长；有权对上述国家机关领导人予以罢免[4]。

- 监督权：监督宪法的实施；监督国家行政机关、监察机关、审判机关、检察机关的运行[4]。

### 人大代表的职权
根据《中华人民共和国宪法》，人民代表大会代表的职权包括审议权、表决权、提案权和质询权。
- 审议权：审议各项议案和报告；
- 表决权：表决各项决定；
- 提案权：人大代表有权依照法律规定的程序，向人民代表大会提出议案。
- 质询权：人大代表有权依照法律规定的程序，对政府等机关的工作提出质问并要求答复。其他组成人员的人选；选举国家监察委员会主任；选举最高人民法院院长；选举最高人民检察院检察长；有权对上述国家机关领导人予以罢免[4]。

## 選舉

### 竞选与宣传
1979年7月，《中华人民共和国全国人民代表大会和地方各级人民代表大会选举法》颁布，其第三十条规定各党派、团体和选民，都可以用各种形式宣传代表候选人。随后在1980年的人大选举中，全国多所高校的大学生们掀起了一场竞选风潮。针对这种情况，1981年9月全国县级直接选举工作办公室主任、民政部部长程子华提出了直接批评。1982年修订的《选举法》将宣传候选人的方式由79年的“用各种形式宣传代表候选人”改为只能“在选民小组会上介绍所推荐的代表候选人”，这个小小的修改一度造成了选民见不到候选人，候选人不见选民也能当选的局面，这就让竞选不再可能。
在日後的修改中，第三十三条加入規定：「选举委员会或者人民代表大会主席团应当向选民或者代表介绍代表候选人的情况。推荐代表候选人的政党、人民团体和选民、代表可以在选民小组或者代表小组会议上介绍所推荐的代表候选人的情况。选举委员会根据选民的要求，应当组织代表候选人与选民见面，由代表候选人介绍本人的情况，回答选民的问题。但是，在选举日必须停止代表候选人的介绍。」逐漸避免候選人與選民脫離的情況。

### 选制与投票
根據《中华人民共和国全国人民代表大会和地方各级人民代表大会选举法》第三十条規定：「全国和地方各级人民代表大会代表实行差额选举，代表候选人的人数应多于应选代表的名额。由选民直接选举人民代表大会代表的，代表候选人的人数应多于应选代表名额三分之一至一倍；由县级以上的地方各级人民代表大会选举上一级人民代表大会代表的，代表候选人的人数应多于应选代表名额五分之一至二分之一。」

### 独立参选人
《中华人民共和国全国人民代表大会和地方各级人民代表大会选举法》规定：由选民直接选举人民代表大会代表的，代表候选人的人数应多于应选代表名额三分之一至一倍；如果所提代表候选人的人数超过最高差额比例，由选举委员会交给该选区的选民小组讨论、协商，根据较多数选民的意见，确定正式代表候选人名单。但法律条文未说明选民小组应以委任或选举等何种方式产生。
2004年10月27日十届全国人大常委会第十二次会议对选举法进行了审议修改，增加了规定：对正式代表候选人不能形成较为一致意见的，进行预选，根据预选时得票多少的顺序，确定正式代表候选人名单。即削弱了選民小組的作用，逐步將初選制度引入。

## 争议与评论

### 对人大制度的赞许意见
中華人民共和國政府认为，人民代表大会制度是与中华人民共和国当前人民民主专政的国体及中华人民共和国当前基本国情相适应的政治制度。人民代表大会制度是中国共产党将马克思主义基本原理同中国国情相结合的一种适应性创造、是建设中国特色社会主义的实践。它具有絕对侷限性，必将在未来修改不合時宜的憲法後得到改善。复旦大学中国研究院院长张维为認為中國的人民民主模式基本站住腳，並認為此模式能形成最大公约数、推动问题的解决、推动国家的进步。张维为同时认为，“西方对中国人大和政协制度的态度，总体没有太大的变化。比方说，他们现在还是用‘橡皮图章’来形容中国的人大，这说明他们整体上还未能摆脱意识形态的偏见。”并且认为，“这次两会使人进一步感到，我们的人民民主模式基本站住脚了……我们通过广泛的调研和各种民调，了解人民最关心哪些问题，然后在人大、政协进行讨论，形成最大的公约数，并在这个基础上推动问题的解决，推动整个国家的进步。”

### 对人大制度的批评意见
由于全国人大及其常委会的表决结果几乎均为通过甚至常以高票通过，上世纪60至80年代甚至直接以鼓掌来通过议案，否决议案的情形却是少数。偶有代表在公开场合表明将要或已在表决中投下反对票，则会引起舆论关注，甚至有代表从未投过反对票，认为是“忠诚”的体现。相当一部分网民、学者和媒体根据这种情形将全国人大及其常委会称为“橡皮图章”。
1992年4月7日第七届全国人大表决国务院关于三峡工程的议案，由于信息不透明、没有经过社会讨论且关系到下游居民的生命财产安全，事关重大，创下了全国人大历史上赞成票数最低纪录。在参与表决的2633名人大代表中，以1767票赞成，177票反对，664票弃权，25人未按表决器获得通过，赞成率仅为67%。
同时，虽相对全体表决事件数为极少，省级以下人大也发生过否决工作报告等的事件，被一些媒体认为起到了一定的“警示”作用。
中国《民主与法制时报》认为，“部分人大代表代表意识不强，把当代表视为一份荣誉，当作一项政治待遇，参政意识不强，习惯于开会听听报告，举举手，对大会报告做不到认真审议”，是反对票比例低下的原因。一部分境外学者和媒体将全国人大及其常委会称为“橡皮图章”。
2018年3月第十三屆全國人民代表大會第一次會議关于刪除國家主席與副主席「連續任職不得超過兩屆」限制的表決中，在舆论激烈反弹的情况下，仅出现两票反对、三票弃权的结果。当局亦动用大规模删除账号、关键词封杀等强力手段进行言论管控，有媒体认为这是人大橡皮图章的有力证据。
2023年3月10日，習近平在十四屆全國人大一次會議上，在完全沒有任何反對票的情況下第三次當選為中華人民共和國主席，是中華人民共和國成立以來任期最長的中國國家主席，也是中華人民共和國歷史上第一位任期超過十年的國家主席。
亦有反对者认为，两会代表们并不代表某个社会群体或选民群体，他们只是被挑选出来参加两会的个人，不会以某个群体利益代表的身份与上头抗争。两会也从来就不是解决上下矛盾或不同社会群体利益矛盾的场合。

### 代表结构
2011年，有媒體認為當前各級人民代表中，官員所佔比例太大，工農所佔比例太小，呼籲逐漸減少官員代表，增加基層代表。2010年10月，媒体报道关于修改《中华人民共和国全国人民代表大会和地方各级人民代表大会代表法》的消息，草案要求不允许人大代表成为专职代表，也不允许人大代表成立个人工作室，但正式颁布的法律并没有相关内容。

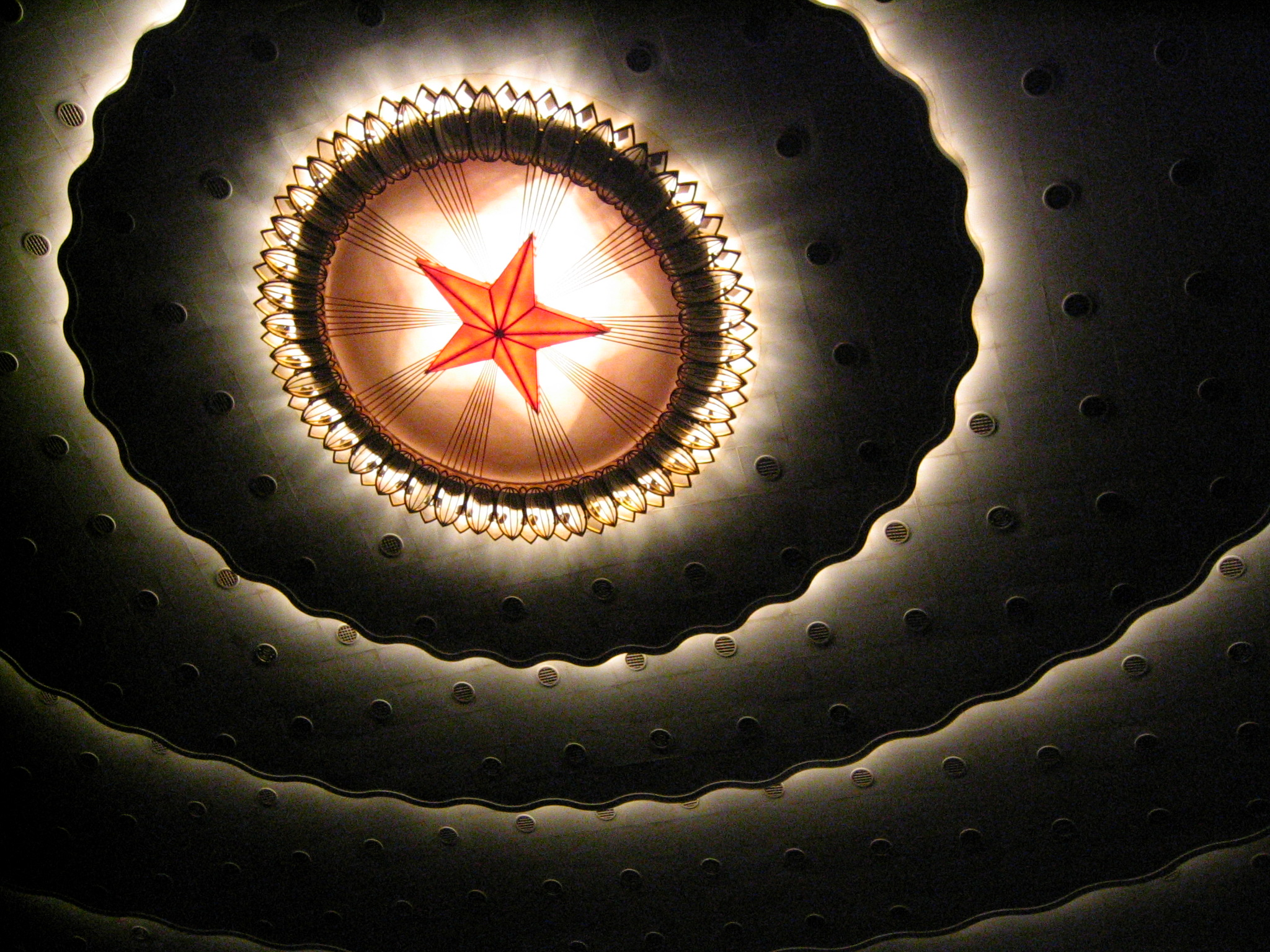
人民大会堂礼堂顶部的红色五角星，亦是万人大礼堂的标志性装饰。

### 与共产党的关系
《中华人民共和国宪法》正文并未提及全国人大要接受执政党中国共产党的领导，明确规定“任何组织或者个人都不得有超越宪法和法律的特权。”但是大会多次提到党的领导。

## 与政协的关系
人大和政协往往统称「兩會」。二者雖統稱為「兩會」，但並非兩院制。其差異是因為其中全國人民代表大會是最高权力机关和立法机关，握有實權；而中國人民政治協商會議雖曾代行最高国家权力机关职权直至1954年，但在第一届全国人民代表大会召开后，政协仅是中國共產黨、民主黨派和无党派人士、全国工商联等政党和人民团体共商國事、对政府施政提供批评建议的機構，而並無立法、創制和複決的權力。
人大和政协是中国俗称四套班子中的两套，另外还有中共党委、各级政府。地方各级机构加上纪委监委则称为五套班子，在中央级有时加入中央军委称为六套班子。

## 效仿
红色高棉建立的民主柬埔寨也效仿过中华人民共和国的人民代表大会制度，并将其立法机关称之为柬埔寨人民代表大会。